# Attentato al bus di Shmuel HaNavi
L'attentato al bus di Shmuel HaNavi (o attentato al bus dei bambini) fu un attacco terroristico suicida palestinese avvenuto contro un autobus pubblico affollato (Egged bus 2) nel quartiere a maggioranza ebraica di Shmuel HaNavi a Gerusalemme, il 19 agosto 2003. 24 persone furono uccise ed oltre 130 ferite. Molte delle vittime furono bambini, alcuni dei quali neonati. Hamas rivendicò l'attentato.

## L'attentato
Il 19 agosto 2003 un attentatore suicida di Hamas inviato dalla cellula di Hebron si travestì da ebreo Charedì e si fece esplodere su un autobus Egged numero 2 che attraversava il quartiere Shmuel HaNavi di Gerusalemme. Si fece esplodere dopo essere entrato dalla porta posteriore. L'autobus era affollato di bambini ebrei ortodossi di ritorno da una visita al Muro Occidentale. Oltre all'autore, l'enorme esplosione uccise 7 bambini e 16 adulti, tra cui una donna incinta di 8 mesi, e ferito più di 130 persone. La bomba era dotata di cuscinetti a sfera progettati per aumentare le lesioni sull'autobus affollato. Hamas disse che l'attentatore era un predicatore di una moschea di 29 anni della città di Hebron.

Poiché molti dei morti e dei feriti furono bambini, i media lo soprannominarono "l'autobus dei bambini". Secondo un rapporto dell'Associated Press:
I passeggini sono stati sparsi vicino all'autobus colpito, i medici hanno portato via i bambini con il viso imbrattato di sangue e una bambina è morta in un ospedale prima che i medici potessero trovare i suoi genitori. Almeno cinque bambini erano tra i 18 morti nell'attentato suicida di martedì da parte di un militante palestinese che si è fatto esplodere su un autobus di Gerusalemme. Quaranta bambini sono stati tra le più di 100 persone ferite. L'attacco è stato il centesimo attentato suicida palestinese contro gli israeliani dall'inizio dell'ultimo periodo di combattimenti nel settembre 2000. La gioventù delle vittime spicca in quella triste lista, e il governo ha affermato che la scelta dell'obiettivo è stata particolarmente a sangue freddo.

### Vittime
- Avraham Bar-Or, 12 anni, di Gerusalemme;[10]
- Binyamin Bergman, 15 anni, di Gerusalemme;[11]
- Yaakov Binder, 50 anni, di Gerusalemme;[12]
- Feiga Dushinski, 50 anni, di Gerusalemme;[13]
- Miriam Eisenstein, 20 anni, di Bnei Brak;[14]
- Lilach Kardi, 22 anni (incinta di otto mesi), di Gerusalemme;[15]
- Menachem Leibel, 24 anni, di Gerusalemme;[16]
- Elisheva Meshulami, 16 anni, di Bnei Brak;[17]
- Tehilla Nathanson, 3 anni, di Zikhron Ya'aqov;[18]
- Chava Nechama Rechnitzer, 19 anni, di Bnei Brak;[19]
- Mordechai Reinitz, 49 anni, di Netanya;[20]
- Issachar Reinitz, 9 anni, di Netanya;[21]
- Maria Antonia Reslas, 39 anni, delle Filippine;[22]
- Liba Schwartz, 54 anni, di Gerusalemme;[23]
- Hanoch Segal, 65 anni, di Bnei Brak;[24]
- Goldie Taubenfeld, 43 anni, di New Square, New York;[25]
- Shmuel Taubenfeld, 3 mesi, di New Square, New York;[26]
- il rabbino Eliezer Weisfish, 42 anni, di Gerusalemme;[27]
- Shmuel Wilner, 50 anni, di Gerusalemme;[28]
- Shmuel Zargari, 11 mesi, di Gerusalemme;[29]
- Fruma Rahel Weitz, 73 anni, di Gerusalemme, morì il 23 agosto seguente per le ferite riportate;[30]
- il rabbino Mordechai Laufer, 27 anni, di Netanya – morì per le ferite riportate il 5 settembre seguente;[31]
- Tova Lev, 37 anni, di Bnei Brak – morì per le ferite riportate il 12 settembre seguente.[32]

### Responsabili
Sia Hamas che la Jihad islamica palestinese rivendicarono l'attacco. Secondo Tariq Ali, tuttavia, l'attentato sarebbe stato effettuato da "un'autoproclamata cellula di 'Hamas' di Hebron, rinnegata e denunciata dalla leadership ufficiale". L'attentato pose fine alla cosiddetta Hudna annunciata nel luglio 2003. Il presidente degli Stati Uniti George W. Bush inviò le sue condoglianze alle famiglie delle vittime. La Commissione europea denunciò quello che definì il "devastante attacco terroristico" e invitò ed esortò l'Autorità palestinese a intervenire per porre fine a tali atti, come indicato nella Road map for peace.

## Conseguenze
In seguito all'attacco, le forze israeliane arrestarono 17 palestinesi sospettati di essere miliziani di Hamas, inclusi diversi parenti dell'attentatore, mentre il leader di Hamas Ismail Abu Shanab e le sue due guardie del corpo furono uccisi da un attacco missilistico israeliano a Gaza.
Nel 2004 fu eretta una targa commemorativa per le vittime nel quartiere Beit Yisrael di Gerusalemme.